# Sam Trickett
Sam Trickett (sinh ngày 2 tháng 7 năm 1986 ở East Retford, Nottinghamshire, Anh) là một người chơi poker chuyên nghiệp người Anh. Anh nổi tiếng nhất với vị trí á quân, thua trong trận đấu heads-up trước Antonio Esfandiari trong giải Big One for One Drop - giành được hơn 10 triệu đô la tiền thưởng. Hiện tại, anh là người kiếm tiền cao thứ 12 trong lịch sử chơi giải đấu.

## Sự nghiệp
Trickett bắt đầu chơi poker vào năm 2005 sau khi gặp chấn thương đầu gối kết thúc sự nghiệp làm cầu thủ bóng đá chuyên nghiệp. Anh nhanh chóng trở thành một người tham gia thường xuyên trong các sự kiện poker ở Sheffield.
Trickett giành chiến thắng trong sự kiện chính Grosvenor UK Poker Tour (GUKPT) Luton năm 2008, nhận được 215.178 đô la tiền thưởng. Anh đã có 6 lần tiền thưởng trong kỳ World Series of Poker lần thứ 41.
Vào cuối năm 2010, Trickett, cùng với các người như Tom Dwan, John Juanda và Phil Ivey, tham gia vào một loạt các trò chơi tiền mặt với mức cược cao ở Macau, có sự tham gia của một số doanh nhân giàu có người Trung Quốc. Trong một cuộc phỏng vấn trên tạp chí Bluff Europe số tháng 1 năm 2011, Trickett tiết lộ rằng anh đã giành được khoảng 1 triệu bảng Anh trong những trò chơi này và hiện đang học tiếng Quan Thoại.
Trong chưa đầy một tháng đầu năm 2011, Trickett đã nhận được hơn 3 triệu đô la tiền thưởng trong các giải đấu no-limit hold'em với sự tham gia mức cược cao và số lượng người chơi nhỏ. Anh đã giành chiến thắng trong sự kiện super high roller mua vào 100 nghìn đô la tại PCA, giành chiến thắng trong sự kiện high roller mua vào 100 nghìn đô la tại Aussie Millions và đạt vị trí thứ hai trong giải đấu mua vào có số tiền mua vào lớn nhất lúc đó, với giải sự kiện super high roller mua vào 250 nghìn đô la tại Aussie Millions.
Vào ngày 13 tháng 11 năm 2011, Trickett giành chiến thắng trong Sự kiện chính của Giải đấu Poker Partouche tại Cannes và giành được 1.000.000 Euro.
Vào ngày 3 tháng 7 năm 2012, Trickett đạt vị trí thứ hai trong giải World Series of Poker 2012's Big One for One Drop, một giải đấu mua vào 1 triệu đô la Mỹ, là giải đấu mua vào cao nhất từng có. Anh giành được 10.112.001 đô la Mỹ, trở thành người chơi poker thành công nhất mọi thời đại của Anh. Sau khoản tiền lớn này, sự quan tâm của truyền thông Anh đối với Trickett gia tăng, đạt đỉnh điểm khi một bộ phim tài liệu trực tuyến về Trickett được sản xuất, tái hiện cuộc đời đầu của anh cho đến thành công trong giải One Drop.
Vào ngày 1 tháng 2 năm 2013, Trickett giành chiến thắng trong Giải thách thức 250.000 đô la tại Aussie Millions 2013. Với thành tích này, Trickett kiếm được 2.000.000 đô la Úc, góp thêm gần 2,1 triệu đô la Mỹ vào ngân hàng của anh.
Vào ngày 23 tháng 3 năm 2013, Sam đạt vị trí á quân trong Premier League Poker VI tại Aspers Casino London, xếp sau Daniel Shak. Anh giành được 200.000 đô la tiền thưởng cho vị trí thứ hai.
Đến ngày 15 tháng 2 năm 2019, tổng số tiền thưởng giải đấu trực tiếp của anh là 20.849.721 đô la, đặt anh ở vị trí thứ 20 trong danh sách tiền thưởng poker all-time và vị trí thứ hai trong danh sách tiền thưởng all-time của Anh.

## Cuộc sống cá nhân
Vào tháng 1 năm 2013, Trickett công bố việc đính hôn với bạn đời lâu dài Natasha Sandhu, tuy nhiên trong một cuộc phỏng vấn vào tháng 12 năm 2014, anh thông báo rằng anh đã chia tay với Natasha, người đã là bạn đời của anh trong hơn 10 năm.
Hiện tại, anh đang sống ở vùng nông thôn tại East Retford, Nottinghamshire, Anh.
Anh sở hữu một chiếc Bentley Continental độc đáo.